# Anansus debakkeri
Anansus debakkeri là một loài nhện trong họ Pholcidae. Loài này được phát hiện ở Congo.